# سیارک ۷۱۴۱
سیارک ۷۱۴۱ (به انگلیسی: 7141 Bettarini، نامگذاری:1994EZ1) هفت هزار و صد و چهل و یکمین سیارک کشف شده‌است که در ۱۲ مارس ۱۹۹۴ کشف شد.
قدر مطلق سیارک برابر ۱۲٫۹۰ است.